# 博爾希夫 (斯尼亞滕區)
48°28′43″N 25°14′7″E / 48.47861°N 25.23528°E
博爾希夫（烏克蘭語：Борщів），是烏克蘭西部的村莊，隸屬伊萬諾-弗蘭科夫斯克州的科洛梅亞區。該村始建於1700年，面積8.02平方公里，2001年人口877，人口密度每平方公里109.4人。